# Штале
Штале су бивше насељено место у саставу Винодолске општине, Приморско-горанска жупанија, Република Хрватска.

## Историја
До нове територијалне организације налазиле су се у саставу бивше велике општине Цриквеница. Насеље је на попису 2001. године укинуто и припојено насељу Брибир.

## Становништво
На попису становништва 1991. године, насељено место Штале је имало 310 становника, следећег националног састава:
| Попис 1991.‍  | Попис 1991.‍  | Попис 1991.‍ | Попис 1991.‍ | Попис 1991.‍ |
| ------------ | ------------ | ----------- | ----------- | ----------- |
|              |              |             |             |             |
| Хрвати       | Хрвати       |             | 268         | 86,45%      |
| Срби         | Срби         |             | 14          | 4,51%       |
| Југословени  | Југословени  |             | 8           | 2,58%       |
| Словенци     | Словенци     |             | 5           | 1,61%       |
| Муслимани    | Муслимани    |             | 3           | 0,96%       |
| Мађари       | Мађари       |             | 1           | 0,32%       |
| Македонци    | Македонци    |             | 1           | 0,32%       |
| остали       | остали       |             | 1           | 0,32%       |
| неопредељени | неопредељени |             | 1           | 0,32%       |
| регион. опр. | регион. опр. |             | 2           | 0,64%       |
| непознато    | непознато    |             | 6           | 1,93%       |
| укупно: 310  |              |             |             |             |